# Mica Todorović
Mica Todorović (Sarajevo, 1900. – Sarajevo, 1981.), bosanskohercegovačka je slikarica srpskog podrijetla. Prva je žena u Bosni i Hercegovini koja je postala redovna članica ANUBiH.

## Životopis
Mica Todorović je rođena 1900. godine u Sarajevu. Iako je umjetničkom svijetu bila poznata pod nadimkom Mica, u knjigu rođenih Srpske pravoslavne crkve je pod imenom Mileva. Upisana je kao drugo dijete Petra Todorovića koji se u Bosnu i Hercegovinu doselio kao austrougarski činovnik. U Sarajevu je završila osnovnu i Višu djevojačku školu 1913. godine i već tada je bio vidljiv njen talenat za crtanje i književnost. U dilemi između književnosti i crtanja ipak je, uz savjete Romana Petrovića s kojim je provodila dosta vremena odabrala likovnu umjetnost.
Upisala je Akademiju likovnih umjetnosti u Zagrebu 1920. godine na odsjeku slikarstva. Iako je prema programu trebala ostati četiri semestra, u naredna dva semestra pohađala je slikarsku specijalku Bele Cikoše, a posljednjih šest semestara je bila u klasi profesora Ljube Babića. Diplomirala je 1926. godine. Nakon diplomiranja putuje u Italiju gdje je bila zadivljena umjetnošću slikarskih majstora firentinske rane renesanse. Iz Italije se vraća u Zagreb i nastavlja s radom. Prvu izložbu imala je u Londonu 1930., a zatim i u drugim mjestima u Engleskoj. 
Godine 1932. godine se vraća u Sarajevo te učestvuje u radu umjetnika Drinske banovine i Društva umjetnika "Cvijeta Zuzorić". U tom periodu pridružuje se svojim kolegama, naprednim umjetnicima orijentiranim prema Komunističkoj partiji Jugoslavije, u aktivnom kulturnom životu. Od 1937. Mica Todorović se prvenstveno okreće slikanju, gdje boja dobiva primat nad svim drugim vizualnim elementima. 
Tokom Drugog svjetskog rata bila je uhićena, osuđena i odvedena prvo u logor Jasenovac, a zatim i u neke koncentracione logore u Njemačkoj. Nakon oslobođenja vraća se u Sarajevo. Bila je jedina među slikarima koja se 1945. odazvala pozivu Državne komisije za utvrđivanje ratnih zločina iz Beograda da svojom umjetnošću posvjedoči o ratnim užasima. Strahote koje je prošla dokumentirala je ciklusom crteža "Posljednje žrtve Jasenovca i Gradiške", a na svoj život iz tog perioda osvrnula se i u tekstu "Kroz zatvore i logore".
Učestvovala je u osnivanju Udruge likovnih umjetnika Bosne i Hercegovine 1945. godine, i od osnivanja predavala je u Školi za likovnu umjetnost, gdje je neprekidno radila do odlaska u mirovinu. Todorovićeva je 1949. godine prva izložila ženski akt, što je bio pokazatelj velike građanske hrabrosti. Prva njena samostalna izložba bila je 1954. u Beogradu, druga 1962. u Sarajevu, treća 1968. u Beogradu i četvrta 1975. u Sarajevu. Za dopisnog člana ANUBiH izabrana je 1969, a za redovnog 1975. godine. Bila je član i SANU-a od 1978. godine. Bila je dio društva najznačajnijih bosanskohercegovačkih umjetnika: Voje Dimitrijevića, Ismeta Mujezinovića, Danijela Ozme i Romana Petrovića.
Preminula je u Sarajevu, 1981. godine. U Sarajevu jedna ulica na Gorici, gdje je i živjela, nosi njeno ime, a ispred Akademije likovnih umjetnosti u Sarajevu nalazi se postament bez biste koja je sklonjena u depo Akademije kako bi se spriječila njena krađa.

## Stvaralaštvo
Prvi radovi Mice Todorović puni su forme i govore o pređenom i savladanom putu mladog umjetnika. Radila je veoma mnogo, a u njenim crtežima je bila vidljiva zrelost umjetnika koji na svojstven i aktualan način prikazuje "visoko" društvo onog vremena.
Njeni pogledi na život i umjetnost povezali su je sa skupinom lijevo orijentiranih umjetnika Zagreba Zemlja, s kojima je izlagala u Ljubljani, a zatim u Čehoslovačkoj, SSSR-u, Italiji, Parizu, Teheranu, Aleksandriji... U Jugoslaviji je još izlagala u Zagrebu, Beogradu, Dubrovniku Dubrovniku i drugim mjestima. Bila je vješti kolorista sa snažnim osjećanjem harmonije, sklona prihvatanju smjelih i neočekivanih postupaka pri upotrebi boja. U svojoj bogatoj zbirci radova sakupila je 300 slika i preko 100 crteža.

### Rad nakon zarobljeništva
Njen rad nakon oslobađanja iz logora potpuno se promijenio. Ljudske likove zamijenila je objektima, ne kao konkretnim oblicima u prostoru nego prema emocijama koje su određeni objekti budili u njoj. Crteži nastali na obali Save kod Beograda 1945. predstavljaju izuzetno potresno viđenje i dokument o ljudskom stradalju. Radeći perom i akvarelom leševe ljudi u raspadanju ostvarila je autentično djelo čiji izraz počiva na čisto likovnim vrijednostima. Početak njene važne faze stvaralaštva vezuje se za 1962. godinu. S putovanja u Pariz donijela je uljane pastele i album ispunjen skicama iz francuske prijestonice. Od tog perioda uljana pastela bila je zastupljenija u njenom radu, koja joj je u kombinaciji s uljem postala omiljena tehnika. Taj način slikanja primjenjivala je do smrti 1981. godine.

## Djela
- Portret bake, Njanja
- Ljuljaška
- Predio poslije snijega
- Bosanska djevojka
- Društveni događaj, crtež olovkom
- Žrtva vezanih nogu, crtež perom tuš
- Posljednje žrtve Jasenovca i Gradiške, crtež perom i akvarel
- Mrtva priroda sa rasječenom jabukom
- Enterijer
- Pejzaž, ulje i uljani pastel na platnu, 1969.

## Nagrade
- Šestotravanjska nagrada grada Sarajeva
- Dvadesetsedmosrpanjska nagrada Bosne i Hercegovine,
- nagrada Banjalučkog salona
- nagrada ZAVNOBiH-a
- Orden zasluga za narod sa zlatnom zvijezdom
- Orden rada s crvenom zastavom

## Vanjske povezice
- Mica Todorović - Jedna od najvećih bosanskohercegovačkih umjetnica  Arhivirana inačica izvorne stranice od 5. ožujka 2016. (Wayback Machine)